# Mauritz Krook

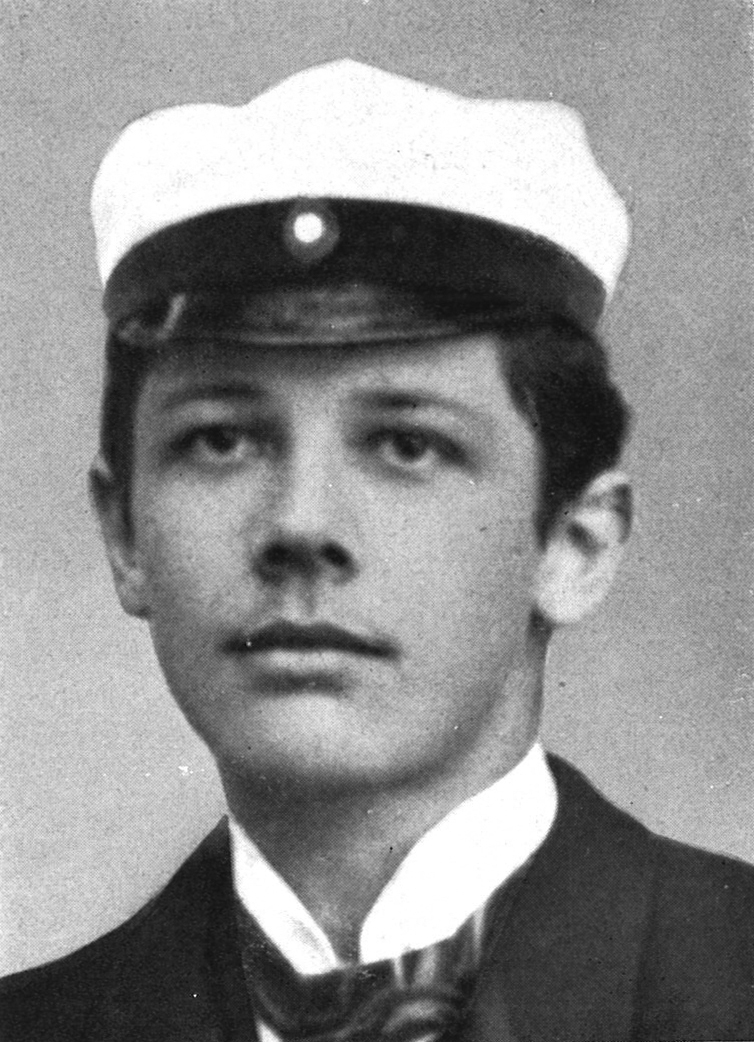
Mauritz Krook som student på 1890-talet.

Mauritz Karl Ludvig Krook, född den 7 juli 1873 i Lilla Slågarp, död den 16 december 1912 i Stockholm, var en svensk journalist och författare.
Mauritz Krook var son till handlaren och postbäraren Magnus Svensson och dennes hustru Helène Rosalie Krook, vars efternamn sonen tog. Efter avlagd mogenhetsexamen vid Katedralskolan i Lund 1893 inskrevs han påföljande vårtermin vid Lunds universitet och i Lunds nation. 
Krook lämnade dock universitetet efter bara något år utan akademisk examen för att i stället övergå till tidningsbanan. Han verkade först vid skånska tidningar som Helsingborgs Dagblad (1895–1897 och 1902–1903), Lunds Dagblad (1897–1900) och Kristianstads Läns Tidning (1901) (på de två förstnämnda därtill som redaktionssekreterare). Efter ett mellanspel på Göteborgs Morgonpost 1903 kom han till Stockholm där han blev medarbetare i Dagen (1903–1904) och Vårt Land. Därefter var han från 1908 under en period redaktör och ansvarig utgivare för Västerbottens Nyheter, men återvände till Stockholm och var vid tiden för sin död knuten till Aftonbladet. Som journalist använde han bland annat signaturerna "M–z K.", "M.K.", "Vix" och "Sigvard Lekare". Han var medlem av Publicistklubben.
Vid sidan av journalistiken var Krook även verksam som skön- och facklitterär författare. Han skrev bland annat en jubileumsbok om färgeriföretaget Borgs i Lund (1898) och var en av fyra medverkande i den kollektiva diktsamlingen I skilda färger (1900) tillsammans med bland annat Vilhelm Ekelund och Alfred Fjelner. I övrigt bidrog han med texter till olika tidskrifter, jultidningar och litterära kalendrar.
Krook avled oväntat efter endast en kortare sjukdom 1912, ogift och ännu inte 40 år gammal. Vid hans död skrev den tidigare arbetsgivaren Lunds Dagblad om att Krook var "känd för snabb uppfattning och stor formsäkerhet". Också konkurrenten Folkets Tidning framhöll Krooks "rika begåvning". Som människa beskrev den senare tidningen honom som "blid och älskvärd, något inåtvänd".
Mauritz Krook är gravsatt på Norra begravningsplatsen utanför Stockholm.